# Middleton (Canada)
Middleton è una municipalità (town) del Canada, situata nella provincia di Nuova Scozia.